# Famille des Muscats

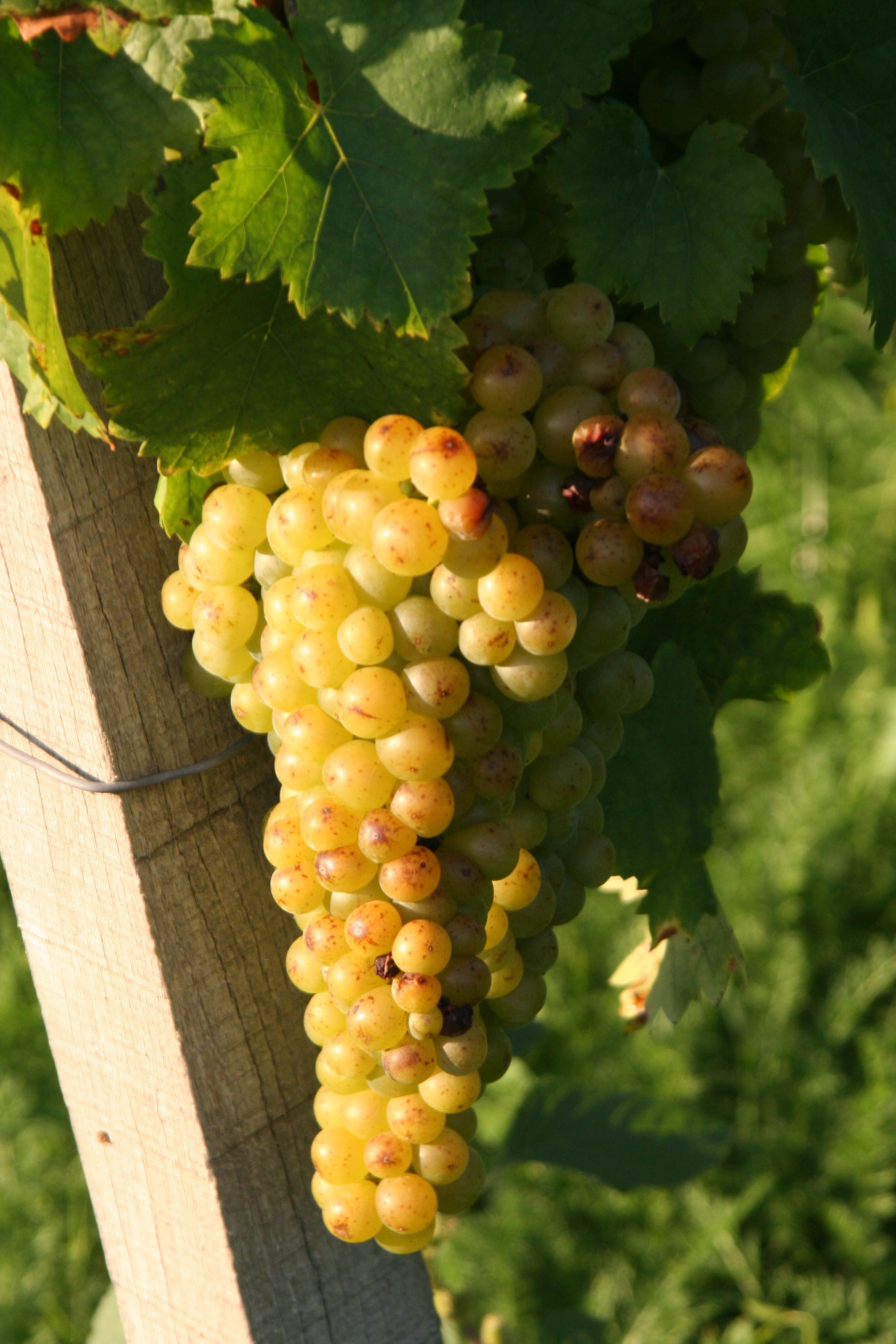
Grappe de muscat à petit grain B.

La famille des Muscats est un groupe de cépages muscat dont l'arôme est dit muscaté.

## Les membres de la famille

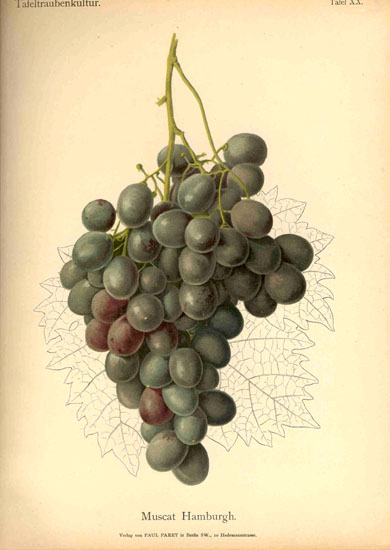
Muscat de Hambourg N

Selon Pierre Galet, il existerait plus de 150 cépages dans cette famille.
- Muscat d'Alexandrie
- Muscat blanc à petits grains (il en existe une variante rose et une variante rouge)
- Muscat de Hambourg (raisin de table)
- Muscat ottonel
- Muscat rouge à petits grains
- Muscat fleur d'oranger

## Caractérisation de l'arôme muscaté
Les études pour décrire puis connaitre la moléculaire de l'arôme de muscat sont anciennes. Déjà, entre 1952 et 1972, d'importantes recherches ont eu lieu, listées par la thèse de Terrier en 1972. Depuis, les progrès de la chimie organique ont permis de préciser ces éléments.
Les molécules aromatiques du muscat sont des terpènes. Plus précisément, il s'agit du linalol, du géraniol, du nérol et du terpinéol. D'autres composés pourraient intervenir mais leur présence n'est pas attestée par tous les spécialistes. (citronellol, farnesol, limonène, myrcène)

### Bibliographie

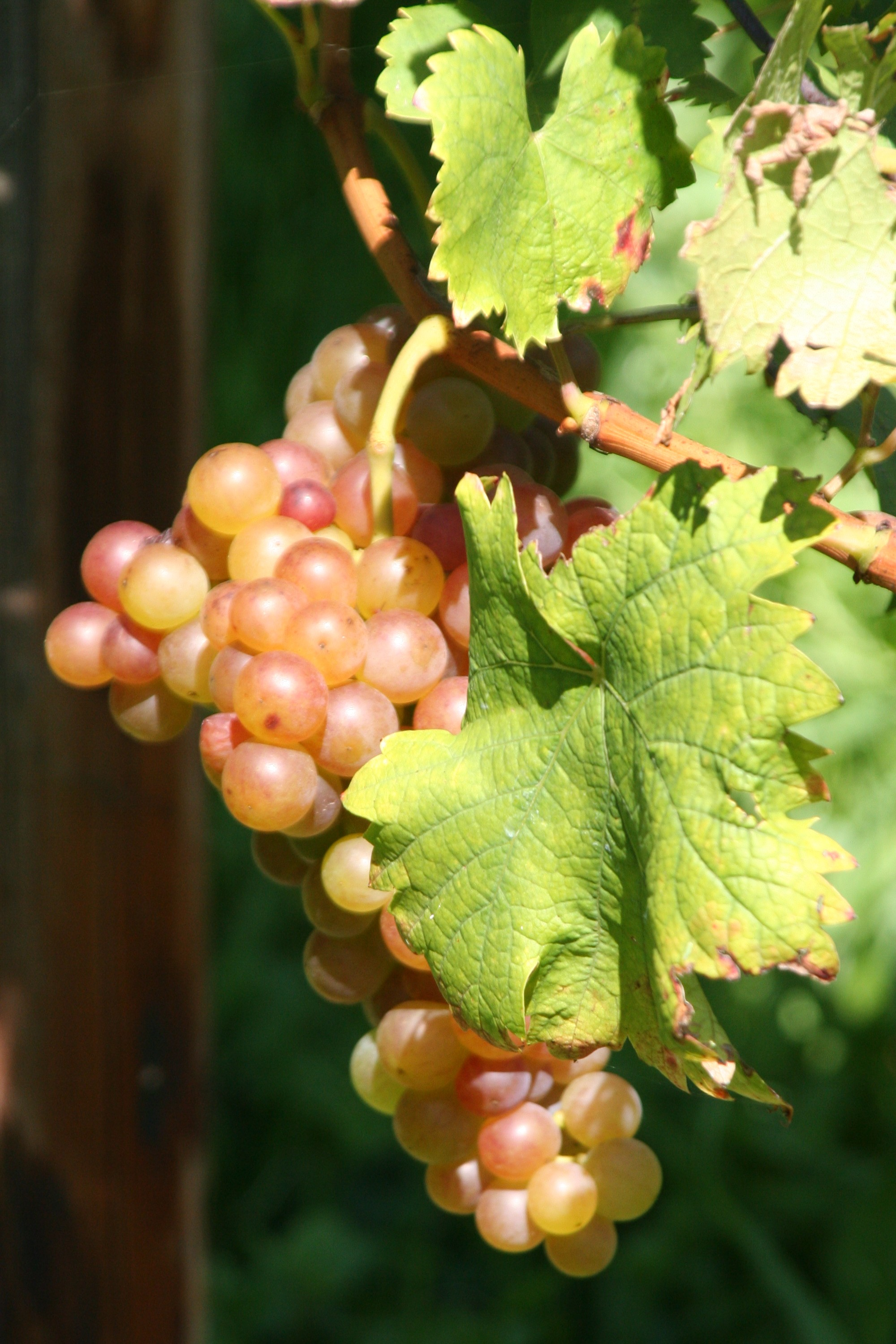
Muscat rose à petits grains

## Sources